# Kim Cương Trì

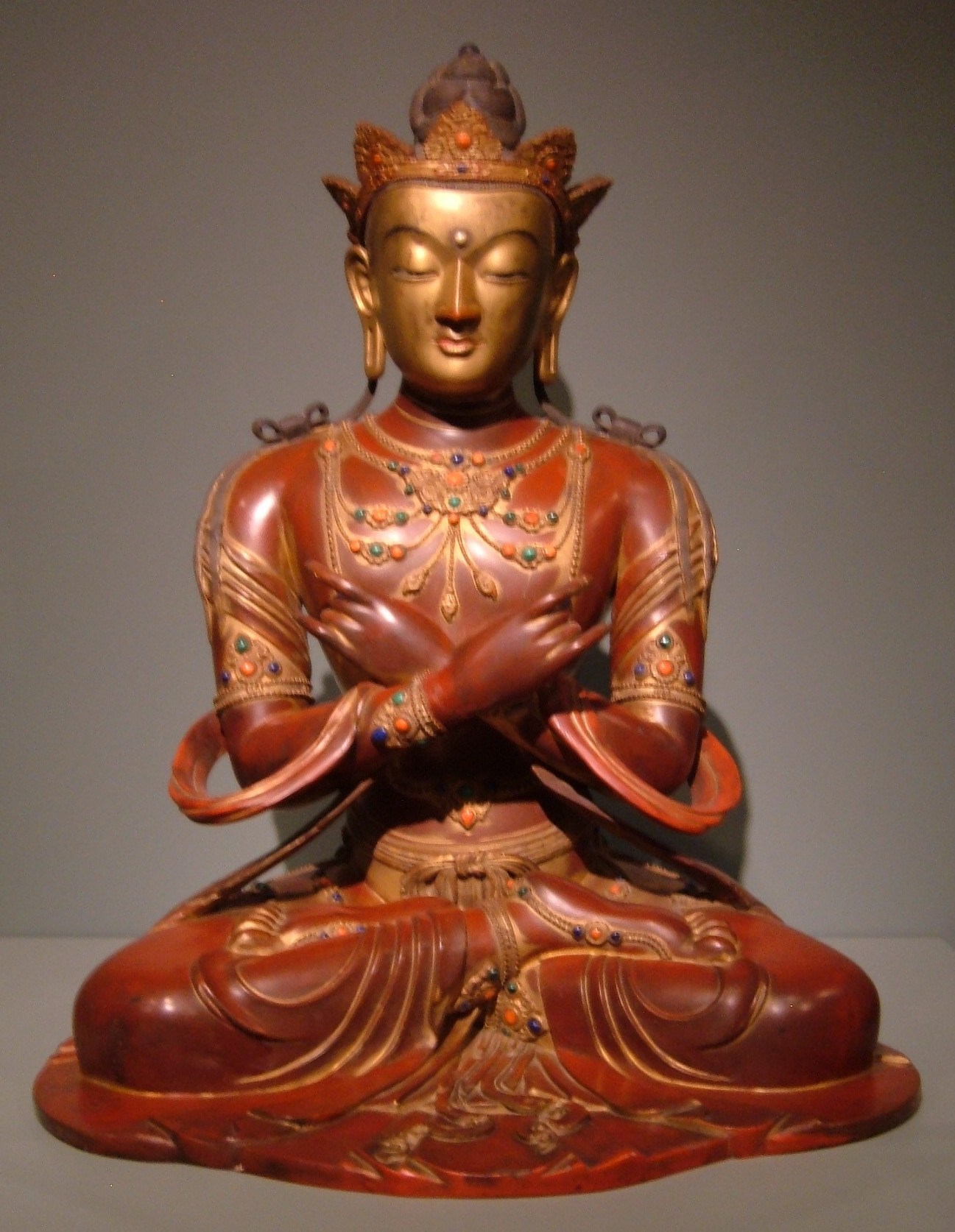
Tượng Kim Cương Trì của Trung Hoa vào thế kỷ thứ 18

Kim Cương Trì là một vị Bụt trong Mật Tông – tên tiếng Phạn Vajradhara – hay Đức Bụt nguyên thủy là tinh túy của Tam Thân, hóa thân của ba đời chư Bụt. Vajradhara là biểu trưng Pháp Thân Bụt, vì vậy cũng chính là biểu trưng sự chứng ngộ tuyệt đối. Trong Tạng Mật – Kim Cương trì xuất hiện trong hầu hết trong các tác phẩm điêu khắc và hội họa của Đạo Bụt Tạng truyền với nhiều hình dáng và ứng thân khác nhau.

## Thân thế và nhân dáng

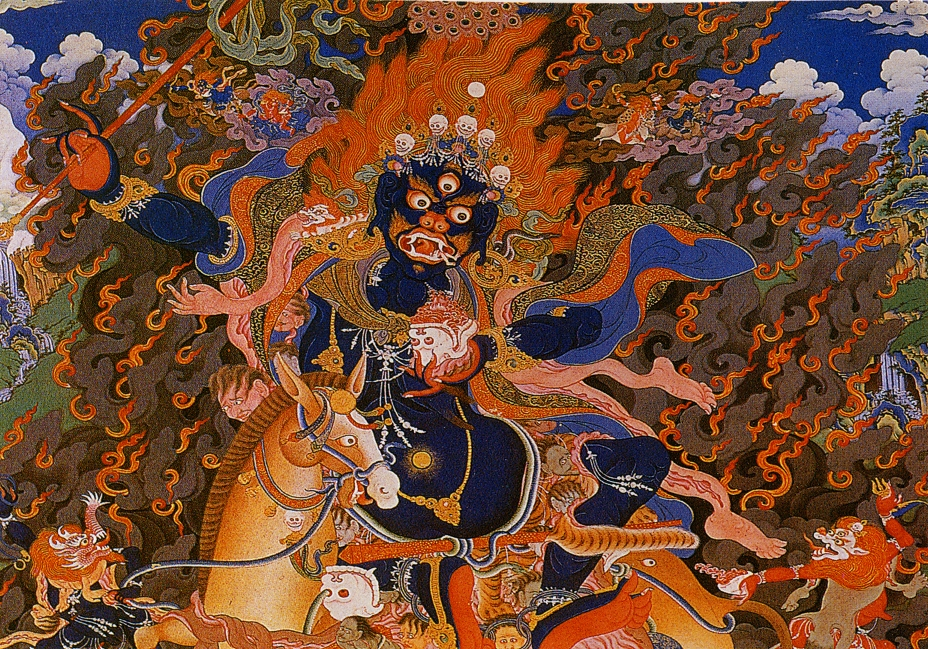
Kim Cương Trì trong một bức bích họa

Đức Bụt Vajradhara là hóa thân chân thực của tinh túy Vô Thượng quả Bụt. Hai tay Ngài bắt chéo trước ngực, tay phải cầm chày kim cương hay kim cương chử (Phạt Chiết La - tượng trưng phương tiện), tay trái cầm chuông (Kim Cương Linh - tượng trưng trí tuệ). Vajradhara biểu trưng hữu không bất nhị cùng cứu kính bất nhị cũng chính là Đại Hợp nhất Mahamudra. Đức Kim Cương Trì biểu thị trí lực kiên nghị của Bồ Tát ở Kim Cương bộ hàng phục ác ma. Kim Cương Chử cũng tượng trưng cho trí tuệ bền sắc như Kim Cương của Như Lai.

## Kim Cương Trì trong các hóa thân
Kim Cương Trì là Đức Bụt nguyên thủy (Đức Đa Kiệt Khương Như Lai), Bụt Kim Cương Trì là nguồn mạch của mọi tantra trong Truyền thống mới (Sakya, Kagyu và Gelug). Ngược lại – trong Truyền thống cũ (Nyingma), Bụt Vajradhara tượng trưng cho nguyên lý của vị Thầy như bậc trì giữ giác ngộ của giáo lý Kim Cương Thừa.Trong đạo Bụt Mật thừa.
Đức Bụt Kim Cương Trì là vị Bụt tối cao của dòng truyền thừa Kagyu bởi vì yếu tổ của dòng là Đức Tilopa đón nhận trực tiếp giáo pháp Kim Cương Thừa từ Đức Kim Cương Trì, Đức Báo thân Bụt. Trong dòng Nyingma, Đức Kim Cương Trì được coi là bất khả phân với Đức Liên Hoa Sanh. Trong Hiển thừa, ngài chính là vị cư sĩ vĩ đại Duy Ma Cật đã giúp Bụt Thích Ca dạy dỗ các đại đệ tử và Bồ Tát 2500 năm trước.
Đức Kim Cương Trì diễn tả sức mạnh vũ trụ tối cao xuất phát từ cõi giới Pháp thân, Vajradhara tượng trưng sức mạnh hợp nhất tối cao và lòng từ bi. Ở Trì Kim Cương – một vị thể hiện hết mọi hình tướng của Báo thân, mọi phẩm chất và công năng được thống nhất. Từ đó Đức Vajradhara được diễn tả là sự thống nhất của mọi thuộc tính giác ngộ.